# Meander Glacier
Meander Glacier är en glaciär i Antarktis. Den ligger i Östantarktis. Nya Zeeland gör anspråk på området. Meander Glacier ligger 99 meter över havet.
Terrängen runt Meander Glacier är varierad. Trakten är obefolkad. Det finns inga samhällen i närheten.